# 貴州省 (清朝)
贵州省（穆麟德轉寫：gui jeo golo），为清朝的内地十八省的一个省。

## 督抚沿革
1658年，设贵州巡抚，驻贵阳府。1659年，设云贵总督，1661年，专设贵州总督，驻安顺府。1665年，合并为云贵总督，次年改驻贵阳府。1673年，专设云南总督，云贵总督改为贵州总督。1674年，复为云贵总督，1682年，改驻云南府。1727年至1734年，由云贵广西总督管辖。1736年，张广泗为贵州总督兼管巡抚，1747年，复为贵州巡抚。

## 行政区划
| 贵州省行政区划图（1820年）                                                                                      |
| 贵阳府 安顺府 遵义府 大定府 兴义府 都匀府 镇远府 思南府 思州府 铜仁府 黎平府 松桃厅 石阡府 平越州 仁怀厅 普安厅 |

### 贵西道
- 贵阳府，1687年，由贵阳军民府改
  - 下辖：贵筑县（附郭，1687年设）、新贵县（附郭，1695年裁）、龙里县（1671年设）、贵定县、修文县（1687年设）、开州、定番州、广顺州、罗斛厅（1880年设）、长寨厅（1880年裁）。
- 安顺府，1687年，由安顺军民府改
  - 下辖：普定县（附郭）、镇宁州、永宁州、安平县（1687年设）、清镇县（1687年设）、郎岱厅（1731年设）、归化厅（1730年设）。
- 遵义府，1687年，由遵义军民府改，舊屬四川省，1728年属贵州省
  - 下辖：遵义县（附郭）、桐梓县、绥阳县、正安州（1724年由真安州改）、仁怀县、赤水厅（1738年，设仁怀厅，1776年，改为仁怀直隶厅，1908年改为赤水厅）。
- 大定府，1666年设，1687年—1729年一度改为大定州
  - 下辖：威宁州（1729年由威宁府改）、黔西州（1683年由黔西府改）、平远州（1683年由平远府改）、毕节县（1687年设）、水城厅（1732年设）。
- 兴义府，1727年分安顺府设南笼府，1797年改名
  - 下辖：贞丰州（1797年由永丰州改名）、兴义县（1797年设）、安南县（1687年设）、盘州厅（1908年由普安直隶厅改）。

### 贵东道
- 都匀府
  - 下辖：都匀县（附郭，1671年设）、麻哈州、独山州、清平县、荔波县（1732年由广西来属）、八寨厅（1729年设）、丹江厅（1729年设）、都江厅（1732年设）。
- 镇远府
  - 下辖：镇远县（附郭）、施秉县、天柱县（1734年来属）、黄平州（1798年来属）、台拱厅（1734年设）、清江厅（1734年设）。
- 思南府
  - 下辖：安化縣（附郭）、婺川县、印江县。
- 思州府
  - 下辖：玉屏县（1727年设）、清溪县（1727年设）。
- 铜仁府
  - 下辖：铜仁县（附郭）。
- 黎平府
  - 下辖：开泰县（附郭，1725年设）、永从县、锦屏县（1727年设，1832年废入开泰县）、古州厅（1729年设）、下江厅（1771年设）。
- 松桃直隶厅，1797年，分铜仁府设

### 贵州粮储道
- 石阡府
  - 下辖：龙泉县。
- 平越直隶州，1687年，由平越军民府改平越府，1798年改为直隶州
  - 下辖：平越县（附郭，1798年裁撤）、瓮安县、湄潭县、余庆县。

### 其他
- 威宁府，1666年四川乌撒军民府改属贵州，1729年改属大定府
- 平远府，1683年改属大定府
- 黔西府，1683年改属大定府
- 普安直隶厅，1809年，分南笼府设普安直隶州，1811年，普安直隶州改为普安直隶厅，1908年属兴义府
- 仁怀直隶厅，1776年，分遵义府设，1908年属遵义府